# Dick McTaggart
Richard McTaggart, detto Dick (Dundee, 15 ottobre 1935 – 9 marzo 2025), è stato un pugile britannico.

## Biografia
Vinse due medaglie olimpiche nel pugilato: una medaglia d'oro alle Olimpiadi 1956 svoltesi a Melbourne nella categoria pesi leggeri e una medaglia di bronzo alle Olimpiadi di Roma 1960 anche in questo caso nella categoria pesi leggeri.
Partecipò anche alle Olimpiadi 1964.
In rappresentanza della Scozia vinse due medaglie ai Giochi del Commonwealth: una d'oro nel 1958 e una d'argento nel 1962.
Vinse inoltre una medaglia d'oro ai campionati europei di pugilato dilettanti nel 1961.